# 私掠船

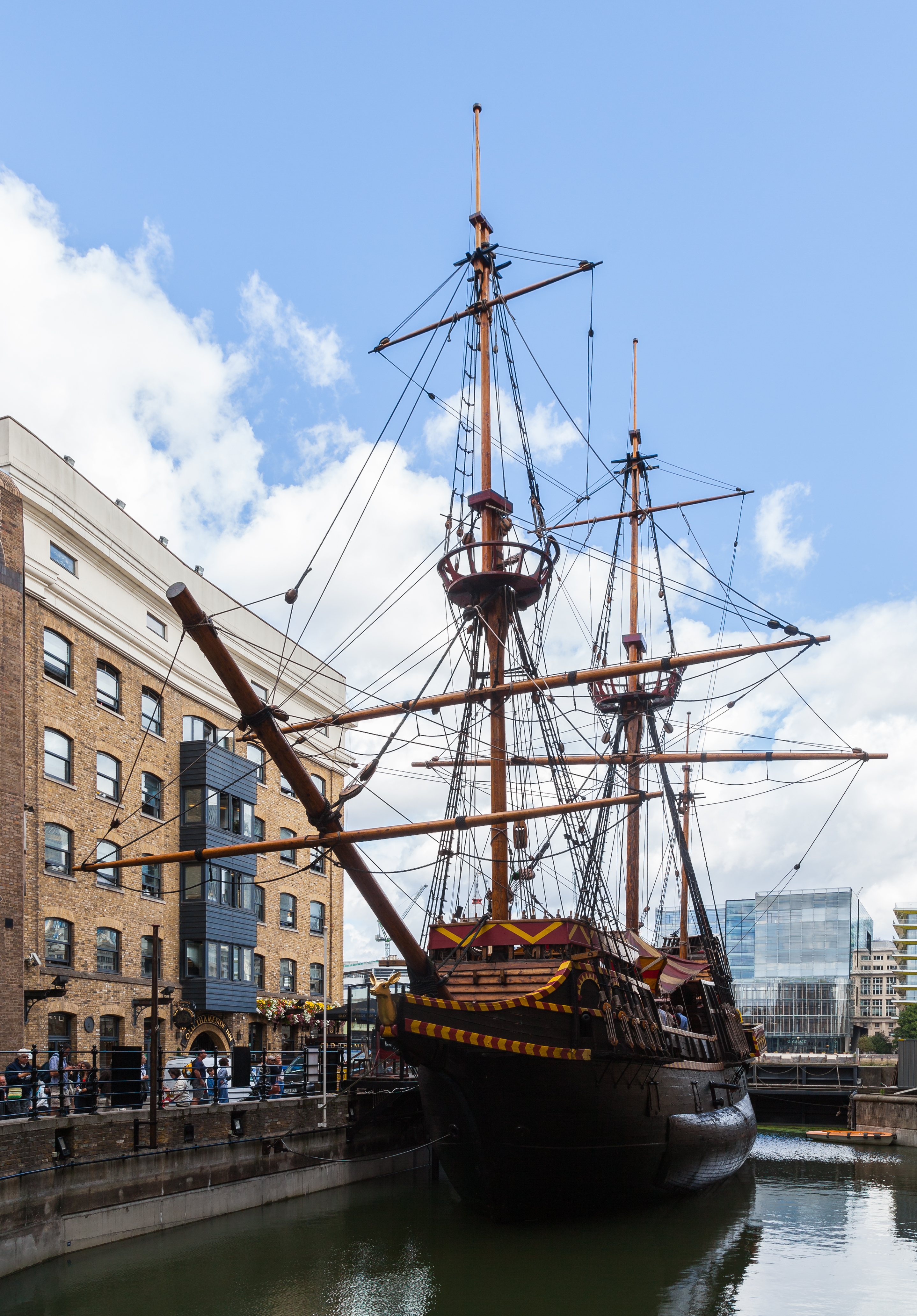
フランシス・ドレークの座乗したゴールデン・ハインド号のレプリカ

私掠船（しりゃくせん、英: Privateer, 仏: Corsaire）とは、戦争状態にある一国の政府から、その敵国の船を攻撃しその船や積み荷、荷物を奪う許可（私掠免許）を得た個人の船であり、国に属した海賊船ともいえる。

## 概要
古くより海軍の任務の一つに、自国の通商路（シーレーン）の維持と、敵国の通商路の妨害・破壊がある。大航海時代以後、航路が世界規模になるにつれてカバーしなければならない海域が広大となり、海軍の能力が及ばない事態が生じてきた。各国は解決策として、民間船に私掠免許を発行した。
私掠船は海軍力の不十分な後進国が優勢な海軍力を持つ国家への通商破壊を目的とする場合と、海軍力が低下した国家が通商路の維持を目的として募る場合がある。前者のケースが英西戦争時のイギリスであり、後者のケースとして18世紀のフランス私掠船の活躍が挙げられる。私掠船は複数の船からなる小艦隊が編成されることが多いが、単艦の場合もあった。初期の私掠船団は、編成される度に共同持株会社が立ち上げられ、国王や貴族などの有力者が出資者となった。
私掠船は特許状を下付する以外政府に負担がかからないため、そのような意味で同時代の傭兵に類似する。反面、統制がきかず、同盟国や母国籍の船まで襲う者や、本物の海賊に転身する者まで現れた。17世紀以降は、私掠免許の発行時に国家に担保を前納させることで統制がとられるようになり、「捕獲法」などの法律によって運用が確立されるようになった。
私掠免許を「海賊免許」、私掠船を「公認海賊」と呼称する場合もあるが、厳密には私掠船は海賊ではない。しかし、私掠船による通商破壊を「公認の海賊」、「国を挙げての海賊行為」とする論者もいる。
なお、私掠という概念はあくまで西ヨーロッパのものであり、それが現地勢力に受け入れられるかは別問題であった。例えば、平戸に商館を構えたオランダ東インド会社は、当初は日本との貿易が振るわず、平戸を根拠地としてポルトガルなどへの私掠に精を出す状態となっていた。ただ、「私掠である」とするオランダの立場は江戸幕府には受け入れられず、1621年には、日本近海での海賊行為を禁じる旨の老中奉書が発せられている。

## プライベティア
英語でPrivateer。王の私的軍艦のこと。ヨーロッパの王や女王は海軍を持つだけの財力がなく、戦時には代わりに商船を戦艦として利用した。そのような商船は私掠船（プライベティア）と呼ばれた。はじめてプライベティアを利用したのは13世紀半ばのイギリス王ヘンリー3世で、フランス人に対して用いた。王はそれぞれのプライティアに海賊行為の許可証「敵船拿捕許可状」を授け、敵の船を攻撃する権限を与えた。戦争が終われば戦艦から商船に戻ることになっていたが、実際にはそのまま海賊行為は続き、本当の海賊になったプライベティアもとても多かった。

## 私掠船の歴史

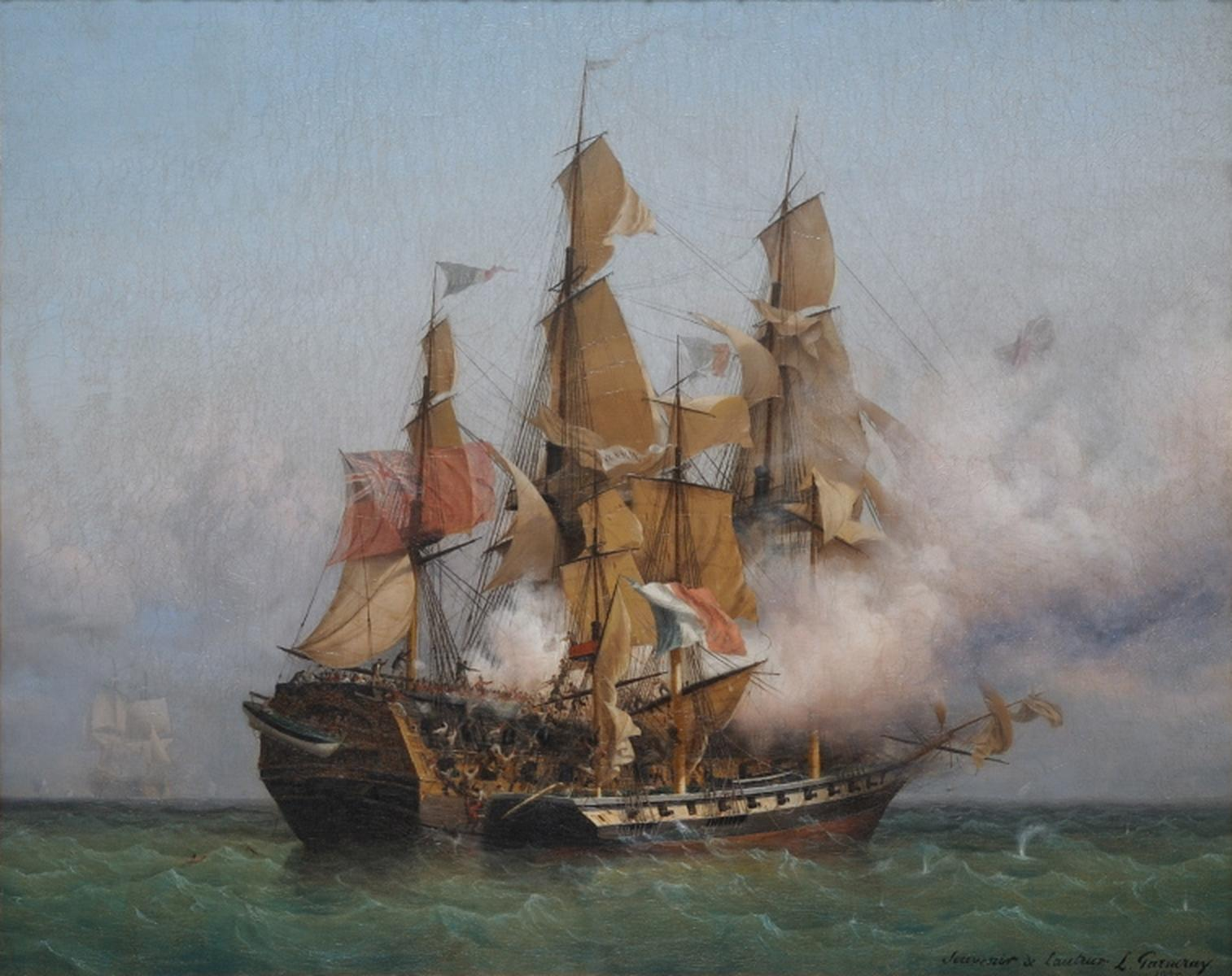
私掠船の襲撃

16世紀中頃、カリブ海のスペイン貿易航路へフランス私掠船が盛んに襲撃を行い、イギリスがこれに続いた。1530年、プリマスの大商人ウイリアム・ホーキンズは私掠行為と密輸で巨大な利益を上げ、プリマスの市長になっている。こうした成功は愛国心や名誉、攻撃精神を喚起させ冒険商人と呼ばれる後続者たちを生み出した。
オランダ独立戦争において海外に逃亡したネーデルラントの貴族たちは「海の乞食団」を結成し、1569年にウィレム1世は私掠免許状を発行した。オランダ私掠船は新大陸から戻るスペイン商船を襲撃したり、スペイン支配下の町を焼き討ちするなどスペインの海上勢力に対してゲリラ戦を展開し、独立戦争に貢献した。
イギリス（イングランド）の私掠船の始まりは、1243年にヘンリー3世がゲオフレイ船長に与えた報復を目的とした許可が初めてとされているが、国家が積極的に奨励したのはエリザベス1世治下の英西戦争の時のことである。海軍力に劣るイングランドは、スペイン海軍と正面から戦うことを極力避け、代わりに私掠船を一種の準軍事組織として用い、表向き非正規の行動としてスペイン船を襲わせた。中でもフランシス・ドレークの私掠船による世界周航やカディス襲撃は偉業と讃えられた。アルマダの海戦に参加した200隻以上のイギリス艦船のうち、150-160隻は商船だったと言われる。特に西インド諸島海域に遊弋するイギリス私掠船の活動は激しく、当時のイギリス船そのものが「海賊船」と評価されることになった。
17世紀に入るとカリブ海のイスパニョーラ島を本拠とし、ウィンドワード海峡を通過するスペイン船を狙う海賊が現れた（バッカニア）。フランス政府は彼らに私掠免許を与えて公認し、続けてイングランドやオランダも彼らに私掠免許を与えた。オリバー・クロムウェルの「西方政策」によって1655年にジャマイカを占拠したイングランドでは、ジャマイカ総督のトマス・モディフォードが積極的にバッカニアを公認してポート・ロイヤルの利用を認め、彼らの略奪品によって同地は急速に発展した。特にそのなかの一人ヘンリー・モーガンはスパニッシュ・メインの18の都市、4つの町、多数の村を襲撃し、パナマ地峡を超えパナマ市を略奪、破壊した。この功績によりモーガンはナイトに叙され、ジャマイカの副総督となった。
18世紀の英仏戦争中には非常に多数の私掠船が活動した。スペイン継承戦争、アン女王戦争ではフランス側が多くの私掠船を繰り出し商船を襲撃したが、制海権は常にイギリス側に握られ戦争の大勢に影響を与えることはできなかった。
アメリカ独立戦争では1775年に正規の軍艦と商船改造の私掠船からなる大陸海軍が編成されたが、参加した私掠船は合計すると約1500隻に及んだ。ジョン・ポール・ジョーンズはイギリス本国沿岸での牽制攻撃を企図し戦果を上げたが、多くの私掠船は金目当てであり、専ら輸送船や商船を襲撃した。
フランス革命からナポレオン戦争にかけてフランス側の私掠船が活躍し、交戦国・中立国に対し略奪し、大陸封鎖令を側面から支援した。
革命後、仏領西インド諸島では条件が自由に書き込める私掠免許証が公然と売りさばかれた。また、チャールストン在住のフランス人たちは、偽造された委任状を元に私掠船を作り破壊活動を行った。1797年のアメリカ国務省の報告では年間に300隻以上のアメリカ商船がフランス私掠船に拿捕されたという。翌年の1798年にアメリカとフランスは非公式な戦争状態に入り、アメリカ側も200隻に及ぶ商船に対フランス私掠免許と報復的拿捕認可状を発行した。
アメリカの南北戦争において南部連合政府は私掠船免状を発行したが、それにより活動した少数の私掠船はたちまち圧倒的に優勢な北部海軍により鎮圧された。
1856年のパリ宣言でヨーロッパ列強は私掠船の利用を放棄した。さらに1907年のハーグ平和会議で武装した商船は軍艦として登録されるべきことが国際法として規定され、アメリカ合衆国を含む諸国もそれに従い、私掠船の慣習は消滅した。パリ宣言以後、戦時に民間船は特設艦船として用いられることとなった。

## 私掠船の収益
私掠船の航海で得られた利益は、国庫・出資者・船長以下乗組員に所定の比率で分配された。
15-16世紀のイギリス私掠船の場合、国王が5分の1、海軍が10分の1を控除し、残りを3等分して船長（船主）、出資者、乗組員で分割した。
国家や出資者にとっては私掠船はおおむね儲かる事業だった。エリザベス1世がフランシス・ドレークに私掠免許を与え投資した際の利益率は、6000%にのぼったという説もある。
時代が下り私掠の成果が低下し、乗組員の士気の低下を反映して国王や海軍の取り分は期待できなくなった。私掠が不成功の場合、乗組員は無給となり出資者に経費を返却しなければならない契約だったからである。

## 著名な私掠船の関係者
- フランシス・ドレーク
- ウィリアム・キッド
- ヘンリー・モーガン
- ジャン・バール
- アマロ・ロドリゲス・フェリペ
- ロベール・シュルクーフ（英語版、フランス語版）
- アレクサンダー・ハミルトン
- ジョン・ポール・ジョーンズ
- ルネ・デュゲイ＝トルーアン（英語版、フランス語版）
- クリストファー・レイモンド・ペリー - マシュー・ペリーの父親
- ウィリアム・ダンピア